# Fortress (film, 2021)
Pour les articles homonymes, voir Fortress.
Série
Fortress: Sniper's Eye (2022)
Pour plus de détails, voir Fiche technique et Distribution.
Fortress ou Sécurité maximale au Québec (Fortress) est un film d'action américain réalisé par James Cullen Bressack, sorti en 2021.

## Synopsis
Robert Michaels vit dans un centre de villégiature top-secret pour les agents de renseignement américains à la retraite. Alors que son fils vient lui rendre visite, un groupe de criminels pénètre dans l’enceinte. Le père et le fils vont tenter de sauver la situation...

## Fiche technique
- Titre original : Fortress
- Titre français : Killing Field
- Titre québécois : Sécurité maximale
- Réalisation : James Cullen Bressack
- Scénario : Alan Horsnail, Emile Hirsch et Randall Emmett
- Musique : Tim Jones
- Photographie : Bryan Koss
- Montage : R.J. Cooper
- Production : Randall Emmett, George Furla, Chad A. Verdi et Luillo Ruiz
- Sociétés de production : Emmett/Furla Oasis, Lionsgate Films et Grindstone Entertainment Group
- Société de distribution : Lionsgate Films
- Pays d'origine :  États-Unis
- Langue originale : anglais
- Format : couleur
- Genre : action
- Durée : 99 minutes
- Dates de sortie :
  - États-Unis : 17 décembre 2021
  - Canada : 15 février 2022 (VOD)
  - France : 3 mars 2022 (VOD)
28 avril 2022 (Prime Video)
3 août 2022 (DVD)
- Classification :
  - France : Interdit aux moins de 12 ans à la télévision

## Distribution
- Bruce Willis (VF : Stefan Godin) : Robert Michaels
- Jesse Metcalfe (VF : Thomas Roditi) : Paul Michaels
- Chad Michael Murray (VF : Yoann Sover) : Frederick Balzary
- Shannen Doherty (VF : Anne Rondeleux) : Brigadier Général Barbara Dobbs
- Kelly Greyson (VF : Audrey Sourdive) : Kate Taylor
- Sean Kanan (VF : Jérôme Rebbot) : Vlad
- Ser'Darius Blain (VF : Namakan Koné) : Ulysses
- Natalie Burn (VF : Ethel Houbiers) : Sandra
- Eric West (VF : Jonathan Amram) : Matthews
- Lauren McCord (VF : Laëtitia Lefebvre) : Garner
- Michael Sirow (VF : Jonathan Amram) : Ken Blain
- Katalina Viteri (VF : Cindy Rodriguez) : Sophia

- Version française
  - Studio de doublage : AGM Factory
  - Direction artistique : Ethel Houbiers
  - Adaptation : Louis Brisset
  - Enregistrement et mixage : Clément Mancheron
  - Montage des dialogues : Marvin Lormel

## Production
- Le tournage du film démarre le 3 mai 2021 à Puerto Rico, et s'achève mi-juin 2021.